# Venet (bergmassief)
De Venet is een bergrug in het Oostenrijkse Tirol. De top van de Venet wordt gevormd door de 2512 meter hoge Glanderspitze. Andere toppen worden gevormd door de Wannejöchl (2497 meter), de Kreuzjoch (2464 meter) en de Krahberg (2225 meter).
Het bergmassief, dat wordt gerekend tot de Kaunergrat van de Ötztaler Alpen, ligt dicht bij Zams en Landeck in het Oberinntal, ten noorden van de Pillerhöhe. De Venet is echter ook te beklimmen via de Venetalpe vanuit Plattenrain (1506 meter) in de gemeente Arzl in het begin van het Pitztal. Ruststations zijn onder andere de Venethütte (1536 meter) bij Landeck en de Venetalphütte (1994 meter) bij Arzl im Pitztal.
De Venet bestaat grotendeels uit kwartsfylliet en is in de ijstijd door de gletsjers gladgeslepen. De bergrug is geliefd bij zweef- en deltavliegers, maar ook bij wandelaars. Boven op de Krahberg ligt een skigebied, dat met kabelbanen en liften vanuit Zams en Fließ te bereiken is. Boven op de top van de Krahberg staat een zendmast van de ORF. Overigens wordt deze berg in de zendlijsten van de ORF genoemd onder zijn voormalige naam Grabberg.